# Николаев (Черниговская область)
Никола́ев (укр. Миколаїв) – село, расположенное на территории Бобровицкого района Черниговской области (Украина).
Население составляет 115 жителей (2006 год). Плотность населения — 81,68 чел/кв.км.
Впервые упоминается в 1587 году.
Село Николаев находится примерно в 25 км к востоку от центра города Бобровица. Средняя высота населённого пункта — 132 м над уровнем моря. Село находится в зоне умеренного умеренно континентального климата.
Национальный состав представлен преимущественно украинцами, конфессиональный состав — христианами.